# Стаматис Раптис
Стаматис Раптис (на гръцки: Σταμάτης Ράπτης) е гръцки историк, деец на гръцката въоръжена пропаганда в Македония.

## Биография
Раптис е автор на обемното съчинение „Ο καπετάν Πούλακας“ („Капетан Пулакас“), което е издадено в отделни брошури, чийто общ обем е 2520 страници. Съчинението е изпълнено с истини и лъжи за гръцката пропаганда в Македония и националноосвободителното движение на македонските българи в началото на XX век. Раптис е автор и на „Ιστορία του Μακεδονικού αγώνος“ („История на македонската борба“).